# Philippe Soupault

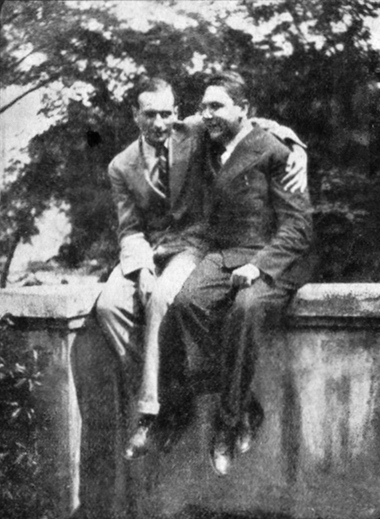
Philippe Soupault (links) und Vítězslav Nezval (rechts), 1927 oder 1928

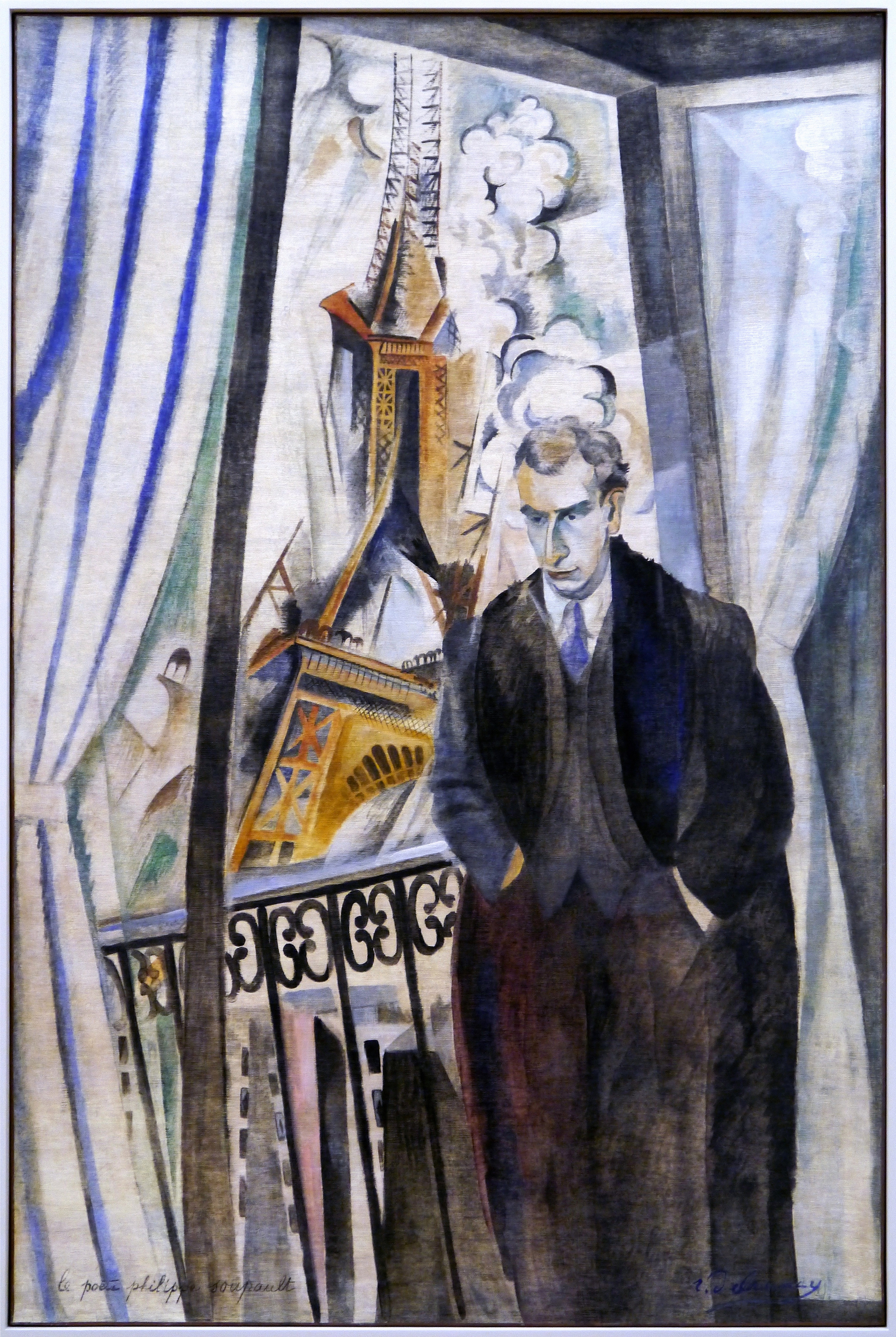
Robert Delaunay: Le Poète Philippe Soupault (1922)

Philippe Soupault (* 2. August 1897 in Chaville bei Paris; † 12. März 1990 in Paris) war ein französischer Dichter und Schriftsteller. Er war verheiratet mit der Fotografin Ré Soupault.

## Leben und Wirken
Philippe Soupault machte in jungen Jahren die Bekanntschaft mit Marcel Proust und Apollinaire; durch Letzteren lernte er 1917 André Breton und durch diesen Louis Aragon kennen. Zu dritt gründeten sie die Zeitung „Littérature“, die damals noch stark von dada beeinflusst war (33 Nummern bis 1924).
Darin erschienen die ersten sogenannten automatischen Texte (écriture automatique), beeinflusst durch Pierre Janet. Die von Philippe Soupault und André Breton gemeinsam verfassten automatischen Schreibversuche waren die ersten surrealistischen Texte überhaupt und erschienen 1921 in Buchform als Les champs magnétiques (deutsch Die magnetischen Felder).
Während des Ersten Weltkriegs entdeckte Soupault in der mathematischen Abteilung einer kleinen Buchhandlung in der Nähe des Pariser Lazaretts im Rive Gauche, in dem er 1917 untergebracht war, zufällig eine Ausgabe der Gesänge des Maldoror von Lautréamont. In seinen Memoiren schreibt er:

„Beim Licht einer Kerze, die mir erlaubt war, begann ich die Lektüre. Es war wie eine Erleuchtung. Gleich am Morgen las ich die ‚Gesänge‘ noch einmal, überzeugt, dass ich geträumt hätte… Am übernächsten Tag besuchte mich André Breton. Ich gab ihm das Buch und bat ihn, es zu lesen. Am folgenden Tag brachte er es zurück, ebenso begeistert wie ich.“

Durch diesen Zufall offenbarte sich Lautréamont den Surrealisten, sie machten ihn schnell zu ihrem Propheten. Damit begann der Siegeszug Lautréamonts. André Gide sah es als bedeutendstes Verdienst von Aragon, Breton und Soupault an, „die literarische und ultraliterarische Bedeutung des erstaunlichen Lautréamont erkannt und verkündet“ zu haben. Für Gide war Lautréamont – mehr noch als Arthur Rimbaud – „der Schleusenmeister der Literatur von morgen“.
Nach dem Zerfall der Pariser Dadaismus-Bewegung gehörte Soupault zunächst zu der ab 1924 agierenden Surrealismus-Bewegung, entfernte sich aber von dieser durch seine zunehmend journalistische Betätigung und seiner Weigerung, die politische Wende der Gruppe zum Kommunismus mitzuvollziehen; außerdem schrieb er Romane, was bei den Surrealisten als verpönt galt, und wurde so 1927 aus der Gruppe ausgeschlossen. Trotzdem betrachtete er sich bis zu seinem Lebensende als Surrealist. Er verfasste zahlreiche Romane, Essays und Gedichte.
Am 7. November 1933 lernte er in der Russischen Botschaft in Paris, beim Empfang zur Feier der Oktober-Revolution, die deutsche Künstlerin Ré Richter kennen. 1937 heirateten die beiden und reisten zum ersten Mal nach Tunesien. Ré Soupault gehörte schon zum Pariser Freundeskreis von Man Ray, Fernand Léger, Florence Henri, Gisèle Freund, Elsa Triolet, Max Ernst, Kiki, Foujita, Sonia und Robert Delaunay, André Kertész und Alberto Giacometti. Die Bauhausschülerin und Freundin der Berliner Dadaisten ließ ihre französischen Freunde die deutsche künstlerische Avantgarde entdecken.
Philippe Soupault war seit Ende der 1920er Jahre ein bekannter Journalist, der u. a. für VU, Excelsior oder L’Intransigeant arbeitete.
Er hielt seine Frau für sehr talentiert und überzeugte sie, seine Reportagen zu illustrieren. Philippe Soupault bestärkte seine Frau in ihrer fotografische Arbeit. Beide begaben sich im April 1934 auf Reportagereisen nach Deutschland, in die Schweiz und nach England. 1935 waren sie einige Monate in den USA und wieder in Deutschland und Skandinavien. 1936 verbrachten sie einige Wochen in Spanien – vor Beginn des Bürgerkriegs.
Philippe Soupault wurde von Léon Blum beauftragt, in Tunis eine antifaschistische Radiostation aufzubauen, Radio Tunis. In ihrer Freizeit bereisten sie das Land mit Fahrrädern. Sie wollten die Bevölkerung Tunesiens kennenlernen, die Realität auf Augenhöhe betrachten und mitteilen.
Von der Vichy-Regierung verfolgt – Philippe Soupault saß sechs Monate ohne Prozess im Zuchthaus – konnten sie am 13. November 1942 mit dem letzten Bus Tunis verlassen, einen Tag bevor Erwin Rommels Wehrmachtstruppen Tunis besetzten.
Ihr Haus in der Rue el Karchani wurde vollständig geplündert. Fast ein Jahr lang blieben sie in Algerien, dann bekam Soupault 1943 von General Charles de Gaulle den Auftrag, in Nord-, Mittel- und Südamerika eine neue französische Nachrichtenagentur aufzubauen.
Sie begegneten in New York ihrem Pariser Freundeskreis wieder. Ré Soupault begleitete ihren Mann auf allen seinen Reisen. Sie trafen sich mit Gisèle Freund und Victoria Ocampo in Argentinien. Sie bereisten Südamerika im Jahr 1944: Mexiko, Bolivien, Kolumbien, Guatemala, Chile, Argentinien und Brasilien. Dann kehrten sie über Haiti, Kuba und einen kurzen Aufenthalt in Swarthmore in Pennsylvania, wo er an der Universität lehrte, in die USA zurück. 1945 trennte sich das Ehepaar Soupault.
Ab 1973 lebten die beiden in zwei getrennten Wohnungen in der Résidence d’Auteuil im XVI. Bezirk wieder zusammen. Dort führten sie ein karges Leben und erzählten diesbezüglich, dass sie »keine Sammler« seien. Zusammen veröffentlichten sie zahlreiche Märchen-Anthologien.
Im Mai 1981 kam das Ehepaar Soupault nach Heidelberg und lernte den Verleger Manfred Metzner kennen. Der Verlag Das Wunderhorn wurde Philippe Soupaults deutscher Verlag und veröffentlichte eine zehnbändige Soupault-Werkausgabe.

## Ehrungen
- 1981: Prix Saint-Simon

## Werke (Auswahl)
Autobiographisches
- Histoire d’un blanc. Firmin-Didot, Paris 2003, ISBN 2-07-073463-3. (EA Paris 1927)
  - deutsche Übersetzung: Geschichte eines Weißen. Autobiographischer Text, mit Namensregister und Dokumenten. Verlag Das Wunderhorn, Heidelberg 1990, ISBN 3-88423-064-6.[3]
- Mémoires de l’oubli. Lachenal & Ritter, Paris 1986/1997.

1. 1897–1927. 1986, ISBN 2-904388-15-X.
2. 1914–1923. 1997, ISBN 2-904388-45-1.
3. 1923–1926. 1986, ISBN 2-904388-14-1.
4. 1927–1933. 1997, ISBN 2-904388-46-X.

- Profils perdus. Gallimard, Paris 1999, ISBN 2-07-040720-9.

Essays
- Henri Rousseau. Le douanier. (Les trésors de la peinture française) Édition d’Art Skira, Genf 1949 (Nachdr. d. Ausg. Paris 1927).
- Begegnungen. Apollinaire, Proust, Roussel, Crevel, Joyce, Bernanos, Reverdy, Cendrars, Ribemont-Dessaignes, Henri Rousseau, Delaunay (1963). Verlag Das Wunderhorn, Heidelberg 1986, ISBN 3-88423-040-9.[4]

Lyrik
- Rose des vents. Lachenal & Ritter, Paris 1981. (EA Paris 1920)
  - deutsche Übersetzung: Rose des vents. Gedichte 1917–1919  (Collection de littérature; Bd. 5). Au Sans Pareil, Paris 1920. (illustriert von Marc Chagall)
- Roland Erb (Hrsg.): Bitte schweigt. Gedichte und Lieder 1917–1986. Verlag Das Wunderhorn, Heidelberg 1989, ISBN 3-88423-056-5. (EA Leipzig 1982; mit einem Nachwort von Alain Lance)
- Poésies pour mes amis les enfants. Lachenal & Ritter, Paris 1985, ISBN 2-904388-12-5.

Prosa
- Le négre (L’imaginaire; Bd., 373). Gallimard, Paris 1997, ISBN 2-07-075164-3. (EA Paris 1927)
  - deutsche Übersetzung: Der Neger. Roman. Fischer Taschenbuchverlag, Frankfurt am Main 1993, ISBN 3-596-11605-8. (EA Heidelberg 1982, mit einem Vorwort von Heinrich Mann)[4]
- Le grand homme. J’ai lu, Paris 1985, ISBN 2-277-21759-X. (EA Paris 1929)
  - deutsche Übersetzung: Ein großer Mann. Roman. Fischer Taschenbuchverlag, Frankfurt am Main 1993, ISBN 3-596-11606-6. (EA Heidelberg 1983)[4]
- En joue! J’ai lu, Paris 1986, ISBN 2-277-21953-3. (EA Paris 1925)
  - deutsche Übersetzung: Das letzte Spiel. Roman. Fischer Taschenbuchverlag, Frankfurt am Main 1994. (EA Heidelberg 1984)[4]
- Les dernieres nuits de Paris. Gallimard, Paris 1997, ISBN 2-07-075163-5. (EA Paris 1928)
  - deutsche Übersetzung: Die letzten Nächte von Paris. Roman. Fischer Taschenbuchverlag, Frankfurt am Main 1993, ISBN 3-596-11604-X. (EA Heidelberg 1982)[4]
- Les Champs magnétiques. Gallimard, Paris 1995, ISBN 2-07-031877-X. (EA Paris 1967; zusammen mit André Breton)
  - deutsche Übersetzung:  Die magnetischen Felder. Verlag Das Wunderhorn, Heidelberg 1990, ISBN 3-88423-045-X.[4]
- Le bon apôtre. Lachenal & Ritter, Paris 1988, ISBN 2-904388-18-4. (EA Paris 1923)
  - deutsche Übersetzung: Der schöne Heilige. Roman. Fischer Taschenbuchverlag, Frankfurt am Main 1995, ISBN 3-596-11608-2. (EA Heidelberg 1992; mit einem Nachwort von François Martinet)[3]
- Voyage d’Horace Pirouelle. Lachenal & Ritter, Paris 1983, ISBN 2-904388-03-6. (EA Paris 1929)
  - deutsche Übersetzung: Die Reise des Horace Pirouelle. Roman. Fischer Taschenbuchverlag, Frankfurt am Main 1995, ISBN 3-596-11609-0. (EA Heidelberg 1992; übersetzt von Manfred Metzner)
- Les frères Durandeau. Lachenal & Ritter, Paris 1995, ISBN 2-904388-41-9.
- Le roi de la vie et autres nouvelles. Lachenal & Ritter, Paris 1992, ISBN 2-904388-29-5.
- Le Temps des assassins. Histoire du détenu n° 1234. Éditions de la Maison Française, New York 1945.
  - Die Zeit der Mörder. Erinnerungen aus dem Gefängnis. Übersetzung Holger Fock, Sabine Müller. Wunderhorn, Heidelberg 2017, ISBN 978-3-88423-570-6.

Sachbücher
- Écrits de cinéma, Bd. 1: 1918–1931 (Ramsay Poche Cinéma; Bd. 60). Ramsay, Paris 1988, ISBN 2-85956-687-2.[5]
- Littérature et le reste. 1919–1931 (Les cahiers de la nrf). Gallimard, Paris 2006, ISBN 2-07-077549-6.
- Mort de Nick Carter. Lachenal & Ritter, Paris 1983, ISBN 2-904388-02-8.
- Alfred de Musset. Seghers, Paris 2001, ISBN 2-232-12190-9.